# Hildegard Uhrmacher
Hildegard Uhrmacher, verheiratete Hildegard Kronstein-Uhrmacher, (* 15. Dezember 1939 in Mönchengladbach) ist eine deutsche Opernsängerin (Sopran).

## Leben
Ursprünglich Lehrerin, übte Hildegard Uhrmacher drei Jahre lang in Waldniel diesen Beruf aus. Gleichzeitig nahm sie Gesangsunterricht bei Clemens Clettenberg, Peter Witsch und im Studio der Deutschen Oper am Rhein. Dort debütierte sie 1964 als Vespina in L’infedeltà delusa von Joseph Haydn.
Von 1965 bis 1967 war sie reguläres Mitglied des Ensembles der Deutschen Oper am Rhein. Von 1967 bis 1973 nahm sie ein Engagement am Staatstheater Kassel wahr. 1974 kam sie als erste Koloratursopranistin an die Hamburger Staatsoper, der sie bis 1984 angehörte.
Daneben trat sie von 1970 bis 1978 an der Münchner Staatsoper auf, außerdem gastierte sie in Köln, Dortmund, Nürnberg, Frankfurt am Main, Karlsruhe, an der Wiener Staatsoper, an der Nederlands Oper in Amsterdam, beim Maggio Musicale Fiorentino und an der Welsh Opera in Cardiff.
1980 nahm sie in der Titelrolle der Oper Salome an den Festspielen auf Schloss Weikersheim teil. Von 1981 bis 1988 bestanden Gastverträge mit der Staatsoper Stuttgart und von 1981 bis 1989 mit dem Staatstheater Hannover. In Hannover war sie 1991 in Bernd Alois Zimmermanns Die Soldaten zu hören und 1995 als Felice in Wolf-Ferarris I quattro rusteghi. 1995 hatte sie an der Deutschen Oper am Rhein die Rolle als Hanna Glawari in Die lustige Witwe.
Zu ihren Partien gehörten die Königin der Nacht in Die Zauberflöte, Konstanze in Die Entführung aus dem Serail, Despina in Così fan tutte, Baronin in Der Wildschütz und Gilda in Rigoletto. Seit Mitte der 1980er Jahre lehrte sie als Professorin an der Musikhochschule Hannover, später an der Hochschule für Musik Detmold.
Uhrmacher war mit dem Bariton Gotthard Kronstein verheiratet und trat seitdem auch unter dem Namen Hildegard Kronstein-Uhrmacher auf. Unter diesem Namen unterrichtete sie auch die Meisterkurse der Internationalen Musikakademie für Solisten (IMAS).
2006 erschien ihre Autobiographie Hilde, du schaffst das.